# Висока дівчина
«Висока дівчина» (англ. Tall Girl) — американська романтична кінокомедія 2019 року режисера Зінги Стюарт, знята за сценарієм Сема Вулфсона. У фільмі знімались Ава Мішель, Гріффін Глюк, Сабріна Карпентер, Періс Берелс, Люк Ейснер, Клара Вілсі, Анжеліка Вашингтон, Ріко Періс, Анжела Кінсі та Стів Зан. Фільм вийшов на Netflix 13 вересня 2019 року.

## Сюжет
Шістнадцятирічна Джоді Крейман має зріст 187 сантиметрів. З трьох років вона — надзвичайно висока, зрештою, зріст став джерелом її непевності, ще й посилена хвилюваннями батька. Учні частенько дражнять її питанням «як там погода?». Її подруга, Фаріда, навіть поставила на місце одного хлопчика через це. Старша сестра Джоді, Гарпер, середнього зросту, дівчина — переможець кількох конкурсів краси. Однокласник Джоді, Данклман, який постійно носить з собою ящик для молока, часто запрошує її на побачення, але вона неохоче зустрічається з тими, кого вона давно знає або нижчий за неї.
Стіг Молін, учень за обміном зі Швеції, приєднується до класу Джоді, і він одразу дивує своїми зовнішністю та розумом. Хуліганка Кіммі Стітчер починає все йому показувати. Данклеман засмучується, дізнавшись, що новачок залишиться в його будинку, бо мама погодилась стати приймаючою сім'єю. Джоді звертається за порадою до сестри, бо мріє про стосунки зі Стігом, але Гарпер не вірить, що вона зможе привернути увагу, одягаючись як маленький хлопчик. Через тиждень Джоді розуміє, що вона починає ревнувати Стіга до Кіммі. Гарпер з мамою влаштовує шопінг, щоб змінити стиль Джоді.
Кіммі, яка почала зустрічатися зі Стігом, жартує над Джоді телефонним дзвінком: примусивши друга Шніппера прикинутись Моліном і зателефонувати Крейман, щоб запросити на шкільний бал. Джоді ховається у ванній, бо не хоче бачити Кіммі, що розчаровує Фаріду. Під час гри на піаніно Стіг запрошує Джоді приєднатися: вони виконують дуетом «I've Never Been in Love Before» з мюзиклу «Хлопці та лялечки».
Вдома Джоді дізнається, що у їхньому домі батько організував зустріч з керівником клубу для високих людей, це засмучує її. Стіг запрошує Крейман переглянути разом мюзикл. Данклеман починає ревнувати Джоді, зрозумівши, що вона прийшла до Стіга. Хоча протягом вечора Джек постійно заважав, Стіг все ж таки проводжає гостю додому й вони цілуються. Стіг звертається за порадою до Данклмана кого вибрати, який радить залишитись з Кіммі. Про це дізнається Джоді, тому вона розлючується.
Тим часом Ліз запрошує Данклмана на побачення. Шніпперу подобається Джоді, він змушує Кіммі попросити її приєднатися до них для проходження квест-кімнати; Джоді відмовляється йти на концерт з Фарідою. У квест-кімнаті вони цілуються в парах: Джоді та Шніппер, Кіммі та Стіг, Джек і Ліз. Засмучена Джоді йде. Потім Стіг погоджується піти разом на конкурс, де бере участь Гарпер. Гарпер перемагає, проте Стіг не з'являється. На вечірці Стіг пояснює, що він втратив лік часу, допомагаючи Данклману.
Данклман відмовляє Ліз піти з нею на шкільний бал. Він дарує Джоді високі підбори, щоб вибачитись. Джоді дізнається, що між Кіммі та Стігом виникла суперечка, а Данклеман побився зі Шніппером через неї.
На шкільному балі Кіммі та Стіг стають Королевою та Королем вечора. У своїй промові Джоді висловлюється про появу впевненості у собі. Стіг запрошує Джоді на побачення, але вона відмовляє. Вона розмовляє з Данклеманом, він стає на ящик для молока та намагається поцілувати її.

## У ролях
| Актор              | Роль           |
| ------------------ | -------------- |
| Ава Мішель         | Джоді Крейман  |
| Гріффін Глюк       | Джек Данклман  |
| Люк Ейснер         | Стіг Молін     |
| Клара Вілсі        | Кіммі Стітчер  |
| Сабріна Карпентер  | Гарпер Крейман |
| Періс Берелс       | Ліз            |
| Ріко Періс         | Шніппер        |
| Анжеліка Вашингтон | Фаріда         |
| Анжела Кінсі       | Гелайн Крейман |
| Стів Зан           | Річі Крейман   |
| Бріа Кондон        | Крістал Шпіц   |
| Шейн Гілбо         | Боб Брікман    |
| Крістіна Мозес     | Ніна Данклман  |

## Виробництво
У листопаді 2018 року було оголошено, що Netflix буде вчетверте співпрацювати з Макджі та його компанією Wonderland Sound and Vision для виробництва стрічки «Висока дівчина», режисером якої стала Зінга Стюарт. У січні 2019 року до акторського складу приєднались Ава Мішель, Гріффін Глюк, Люк Ейснер, Сабріна Карпентер, Періс Берелс, Стів Зан, Анжела Кінсі, Анжеліка Вашингтон, Клара Вілсі та Ріко Періс.
Основне знімання розпочали в січні 2019 року в Новому Орлеані.

## Випуск
Трейлер вийшов 29 серпня 2019 року, показ фільму розпочався 13 вересня 2019 року. 17 жовтня 2019 року компанія Netflix оголосила, що після виходу стрічки на його платформі її переглянули понад 41 мільйона глядачів.

## Сприйняття
На сайті Rotten Tomatoes фільм має рейтинг схвалення 44 % за підсумком 9 рецензій і середнім балом 5,4 / 10.